# Buck Hill
Buck Hill är en kulle i Kanada.   Den ligger i provinsen British Columbia, i den centrala delen av landet, 3 300 km väster om huvudstaden Ottawa. Toppen på Buck Hill är 1 623 meter över havet.
Terrängen runt Buck Hill är kuperad åt nordost, men åt sydväst är den bergig. Trakten runt Buck Hill är nära nog obefolkad, med mindre än två invånare per kvadratkilometer.. Närmaste större samhälle är Clearwater, 18,1 km söder om Buck Hill.
I omgivningarna runt Buck Hill växer i huvudsak barrskog.